# Ozarba hypoxantha
Ozarba hypoxantha là một loài bướm đêm trong họ Noctuidae.